# Johns Hopkins Ridge
Johns Hopkins Ridge är en bergstopp i Antarktis. Den ligger i Östantarktis. Nya Zeeland gör anspråk på området. Toppen på Johns Hopkins Ridge är 2 988 meter över havet. Johns Hopkins Ridge ingår i Royal Society Range.
Terrängen runt Johns Hopkins Ridge är bergig österut, men västerut är den kuperad. Trakten är obefolkad. Det finns inga samhällen i närheten. 